# Oliver Kuenzi
Oliver Kuenzi, né le 26 novembre 1966 à Adelboden, est un skieur alpin suisse qui a mis fin à sa carrière sportive à la fin de la saison 1994.

## Coupe du Monde
- Meilleur classement final: 47e en 1993.
- Meilleur résultat: 5e.

## Source
Ski Db, « Oliver Kuenzi SUI » (consulté le 22 novembre 2007)